# Йезерер, Хельмут
Хельмут Йезерер (нем. Helmut Jeserer; 30 ноября 1914, Мюнхен — 9 февраля 2017) — немецкий офицер, гауптман вермахта в годы Второй мировой войны, оберст-лейтенант бундесвера.
Один из последних кавалеров Рыцарского креста Железного креста (награждён 30 апреля 1945).

## Биография
В вермахт вступил в 1934 году. В 1935 году — унтер-офицер, в 1937 году — лейтенант, в 1940 году — обер-лейтенант.
На 30 апреля 1945 года в звании гауптмана командовал II / 215-м штурмовым пехотным полком. В конце войны взят в советский плен. До сентября 1949 года находился в ИТЛ в СССР.
1 апреля 1956 году в качестве майора вступил в бундесвер. 31 марта 1971 года вышел в отставку в звании оберст-лейтенанта.

## Награды
- Железный крест 2-го и 1-го класса
- Нагрудный штурмовой пехотный знак в серебре
- Медаль «За зимнюю кампанию на Востоке 1941/42»
- Нагрудный знак «За ранение» в чёрном
- Нагрудный знак «За ранение» в серебре
- Нагрудный знак «За ближний бой» в бронзе
- Рыцарский крест Железного креста (30 апреля 1945)